# 陰核の勃起
陰核の勃起（いんかくのぼっき、英語: Clitoral erection）は、性器、内分泌、神経（精神感情）および血管系の相互作用に続く女性の生理学的プロセスであり、通常は女性の性的興奮によって引き起こされる。

## 女性器官の勃起

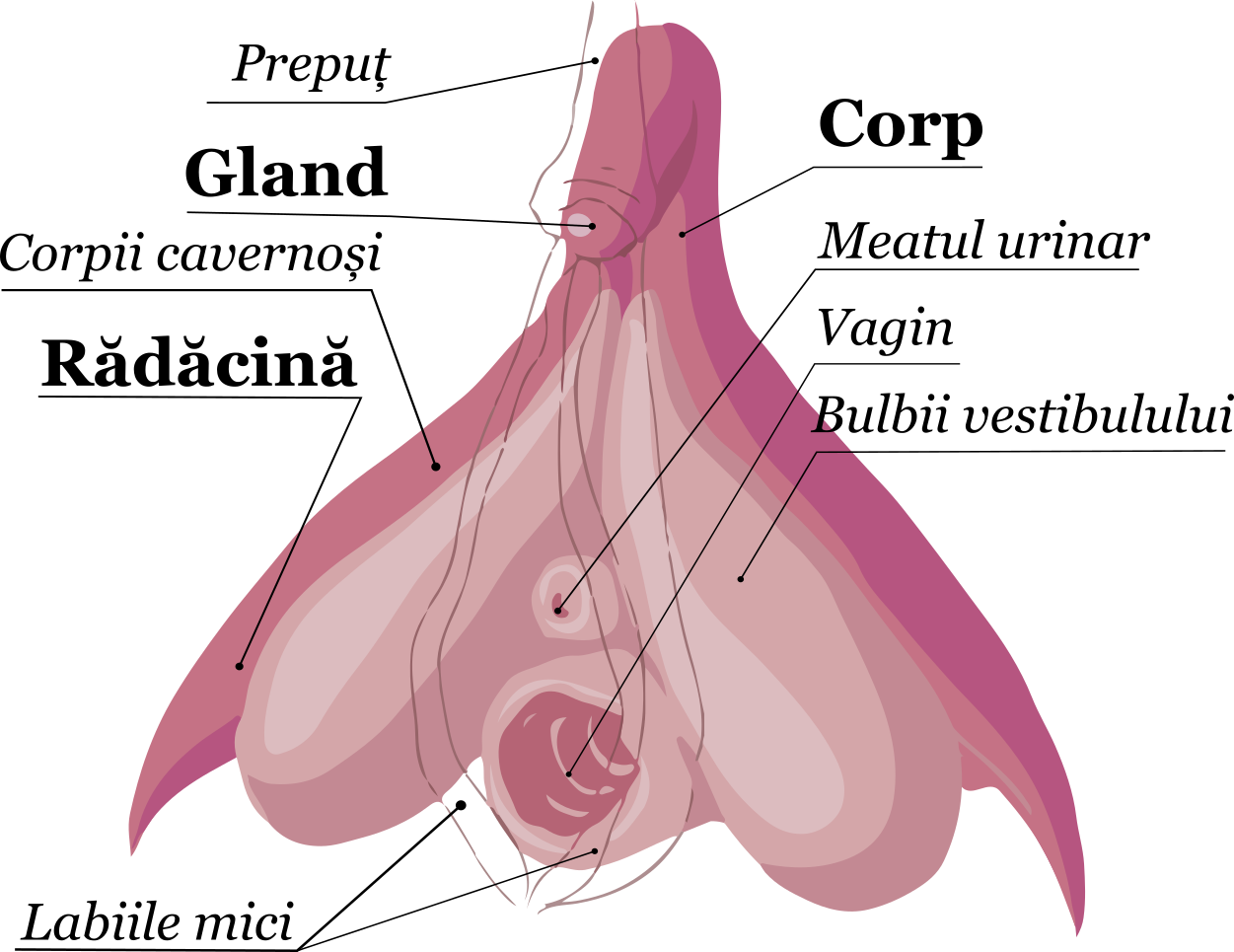
女性の勃起器官の構造

女性の勃起は、陰核と前庭球の海綿体で起きる。陰核には、白膜で覆われた2つの海綿体がある 。最初（陰核の根）、陰核の海綿体は分離しており、坐骨恥骨枝に付着する。恥骨に向かって進むと、体は結合して、2.5〜10mmの円錐形または丸みを帯びた隆起を介して表面に現れる。この部分は陰核亀頭と呼ばれ、陰核包皮で覆われた陰核の目に見える部分である。陰核と同様に海綿体を形成する前庭球は、陰核の根の内側で尿道と膣の側面にあたる個所にある。

## 生理
海綿体が血液で満たされると、陰核は勃起し硬さが増す。ほとんどの場合、それは性的刺激により起きる。性的興奮の間、陰核への動脈血の流れが増加し、海綿体の一部である小柱の平滑筋細胞が弛緩し、血液が勃起組織の海綿体洞に蓄積することを可能にする 。陰核内の血液の輸送は、2つの海綿体の内部を通過する深部動脈と陰核背動脈によって確保される。動脈には海綿体洞への枝が多数ある。坐骨海綿体筋と球海綿体筋の収縮により、陰核背静脈が圧迫され、陰核からの静脈血の排出が妨げられる 。陰核は、海綿体内血圧の上昇の結果、勃起する。
陰核と同様に、前庭球は血液で満たされ、体積が増加する。膣の側壁と陰核の根の間に位置する前庭球は、これら2つの器官間の接触を強化する。性交中、陰茎が膣壁に及ぼす圧力は、前庭球を介して陰核に伝達される。このようにして、陰核が刺激され、快感が増幅される。
オーガスムの後、骨盤の筋肉は静脈を弛緩させ、正常に戻り、勃起組織からの血液の逆流を開始する。

## 外部の動き
勃起により陰核亀頭の体積は2倍になり、陰核包皮の下から出てきて目立つようになる。興奮が増すにつれて、陰核亀頭の感受性が強まり、包皮の下の恥骨に後退する。亀頭のこの位置では、陰核は、陰唇を引っ張る（前部で亀頭を覆う（包皮）または亀頭に結合する皮膚のひだ（陰核小帯）を形成する）陰茎が前庭球と陰核の根に圧力をかけるなどの間接的な性的刺激を受ける。性器に血液が保持されると、膣壁から潤滑液が供給され、陰茎を挿入する準備が整う。